# 景昌王
莊（？—前957年），是古朝鲜之箕子朝鲜的君主，子姓。东史年表认为在位於前968年至前957年，諡號景昌王（韓語：경창왕），後王位由兒子捉繼承。